# Свистунов, Илья Яковлевич
Илья Яковлевич Свистуно́в (1897—1976) — советский оператор документального кино. Лауреат Сталинской премии третьей степени (1952). Член РКП(б) с 1918 года.

## Биография
И. Я. Свистунов родился 19 октября (1 ноября) 1897 года. Учился на юридическом факультете Петроградского университета, Институте народного образованияв Тамбове (1923). В кино с 1938 года. В годы Великой Отечественной войны руководил фронтовыми киногруппами на студии «Воентехфильм». В 1945 году был инициатором создания серии «Беседы агронома». Принимал активное участие в организации киножурнала «Новости сельского хозяйства». Снимал также сюжеты для киножурнала «Наука и техника».

## Фильмография
- 1942 — Стахановцы одного завода
- 1947 — Сорняки — враги урожая
- 1949 — Наступление на засуху
- 1954 — Новые культуры — на поля Подмосковья
- 1956 — Вторая жизнь станка
- 1958 — Больше молока и масла
- 1961 — Новое в градостроительстве
- 1967 — НОТ — наш помощник

## Награды и премии
- Сталинская премия третьей степени (1952) — за киножурнал «Новости сельского хозяйства» (1951; № 1—12)